# 阿斯普勒蒙
阿斯普勒蒙（法語：Aspremont，法語發音：[aspʁəmɔ̃]）是法国滨海阿尔卑斯省的一个市镇，位于该省中南部，尼斯市区以北，属于尼斯区。阿斯普勒蒙位于尼斯市区北部的山地上，在该处可俯瞰尼斯市区全景。

## 地理
阿斯普勒蒙（43°47'0"N, 7°14'39"E）面积9.44 平方千米，位于法国普罗旺斯-阿尔卑斯-蓝色海岸大区滨海阿尔卑斯省，该省份为法国东南部沿海省份，南濒地中海，西南至瓦尔省，西北接上普罗旺斯阿尔卑斯省，北部和东部与意大利接壤。
与阿斯普勒蒙接壤的市镇（或旧市镇、城区）包括：卡斯塔尼耶、科洛马尔、法利孔、尼斯、图雷特勒旺斯。

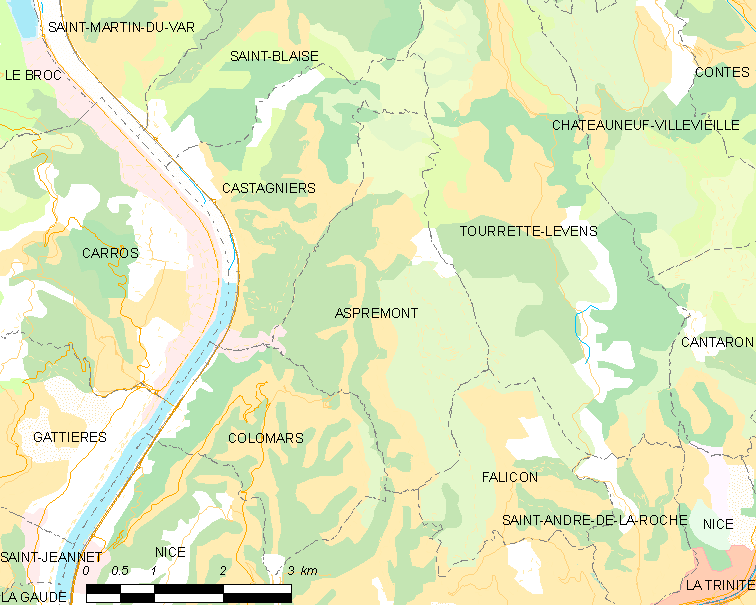
阿斯普勒蒙的OSM定位图

阿斯普勒蒙的时区为UTC+01:00、UTC+02:00（夏令时）。

## 行政
阿斯普勒蒙的邮政编码为06790，INSEE市镇编码为06006。

## 政治
阿斯普勒蒙所属的省级选区为图雷特勒旺斯县。

## 人口

1962-2008年间阿斯普勒蒙人口变化图示

阿斯普勒蒙于2022年1月1日时的人口数量为2321人。